# Ин-Атес
Ин-Атес — обширная сезонно заполняемая русловая система. Расположена на востоке Мали и юго-западе Нигера. Впадает в Нигер с левого берега у поселения Гаигору. Русловая система вади находится в диапазоне высот 200÷500 м над уровнем моря.
Начинается в Мали, на юге области Гао при стыке долин Ин-Делиман и Андар-ин-Текелит и течёт на север. Здесь, в заповеднике Ансонго-Менака, Ин-Атес принимает основную часть притоков; крупнейшие — Ин-Кисман и Тарингит, текущий из долины Эренга). На территории заповедника в междуречьях русловой системы произрастают густые заросли колючего кустарника.
Далее Ин-Атес пересекает границу с Нигером, здесь вади слева принимает водоток Ин-Тефак.
В верхней и средней частях Ин-Атеса расположено несколько колодцев (Ин-Делиман, Ин-Аис, Амалаулау, Ти-Набао, Ин-Атес).
В нижней части русла оборудован ряд малых водохранилищ (Арамсергу, Аманас и другие); там же расположены крупнейшие постоянные населённые пункты на берегах вади — Бони и Онгулу.
Впадает в реку Нигер с левого берега за поселением Гаигору в регионе Тиллабери на западе Нигера.
В сезон дождей в русле вади образуется множество озёр-разливов.
По руслу Ин-Атеса на всём протяжении находятся «зелёные» полосы из высших растений — деревьев и кустарника. В долинах же, помимо зарослей колючего кустарника, распространена высокотравная растительность.
Бассейн вади граничит с бассейнами следующих водотоков:
на западе — Гарей, Акуку, Адранти-Балалан, Камгала;
на востоке — Бонго-Квари, Бурия.
Долина Ин-Атеса является привлекательной местностью для кочевников — здесь расположено множество как нигерийских (Савани, Бурубук, Валет-Аманас), так и малийских (Ин-Аис, Убей) стойбищ. На территории Мали долины русловой системы малозаселены, основная национальность — туареги; основная деятельность населения — кочевое скотоводство.

## Русловая система
Объекты по порядку от устья к истоку ( км от устья: ← левый приток | → правый приток | — объект на реке ):
→ Ин-Усука
← Тин-Аганга
→ Аманас
→ Киливи
→ Баника
→ Раргус
← Тин-Тизори
→ Акаршаша
← Ин-Гарилетен
← Ин-Тефак
← И-Бафакан
→ Диндафоге
→ Ин-Ажим
→ Ин-Нанасман
→ Ин-Альказель
← Тин-Валивили
сезонное озеро
 — Тин-Азагес
 — Ин-Алакам
 — Амилен
← Тарингит
→ Тин-Сортенит
← Ти-Базабазе
→ Такарат
→ Араразрараз
→ Ин-Кисман
→ Ти-Тулаф
→ Ин-Ахез
← Ибикат
← Андар-ин-Текелит
→ Ин-Тарака
→ Ин-Делиман
→ Афагага